# Kathedrale St. Peter und Paul (Bagdad)
Die Kathedrale der Heiligen Apostel Peter und Paul, auch Peter-und-Paul-Kathedrale (arabisch كاتدرائية مار بطرس ومار بولس في بغداد oder kurz كنيسة مار بطرس و بولص), ist eine Kirche in der irakischen Hauptstadt Bagdad, die im Jahre 1964 geweiht wurde. Sie ist die Kathedrale des Erzbistums Bagdad der syrisch-orthodoxen Kirche und liegt im Bagdader Stadtzentrum.

## Standort
Die syrisch-orthodoxe Peter-und-Paul-Kathedrale steht im Stadtteil al-Wahda in der Stadtmitte Bagdads etwa 2 km östlich vom Ufer des Tigris auf 39 m Meereshöhe an der südwestlichen Seite der Straße al-Sinaa (شارع الصناعة, „Industriestraße“), etwa 400 m östlich vom al-Wathiq-Platz (ساحة الواثق).

## Geschichte
Das Erzbistum Bagdad der syrisch-orthodoxen Kirche wurde erst im 20. Jahrhundert wieder eingerichtet. Der Bau der syrisch-orthodoxen Peter-und-Paul-Kathedrale wurde in den 1960er Jahren durch Spenden das Mäzens Abdul Majid Zayouna ermöglicht. Die nach Plänen von Joseph Jarjis errichtete neue Kathedrale wurde am 9. Mai 1964 von Ignatius Jakob III. geweiht. Seitdem hatte die Kathedrale drei Erzbischöfe: zuerst Gregorius Paulus Behnam, ab 1969 Ignatius Zakka I. Iwas und seit 1980 schließlich Severius Jamil Hawa. Unter Ignatius Zakka I. Iwas wurde 1975 neben der Kathedrale die Residenz des syrisch-orthodoxen Erzbischofs von Bagdad errichtet. Nach dem Einmarsch der US-Truppen 2013 und dem Sturz Saddam Husseins wurde die Kathedrale zweimal Ziel terroristischer Angriffe mit Autobomben, die jedoch fehlschlugen. Der Mäzen Abdul Majid Zayouna wurde am 5. April 2008 ermordet, woran auf drei Gedenktafeln (Englisch, Arabisch, Syrisch) in der Kirche an der linken Kirchenwand erinnert wird. Im Februar 2016 wurde die Kathedrale erstmals vom Patriarchen Ignatius Ephräm II. Karim besucht.

## Architektur
Die syrisch-orthodoxe Peter-und-Paul-Kathedrale hat eine Grundfläche von über 1800 Quadratmetern und ist eine nach Nordosten ausgerichtete Saalkirche, hat also einen großen Kirchensaal ohne Säulen und Pfeiler und besitzt ein steiles Satteldach. Die Kirche ist im modernen Stil gebaut, weist aber drei Elemente der syrisch-orthodoxen Architektur auf: eine „untere Kirche“ (Hauptschiff) für die Gläubigen, die „mittlere Kirche“ (Chor) für den Chor der Diakone, die das Gloria singen, und die „hohe Kirche“ (Heiligtum) für die Priester und Bischöfe. Am nordöstlichen Ende des Gebäudes (über dem Altar) befindet sich eine Kuppel mit Kreuz.